# Cyrtonus cupreovirens
Cyrtonus cupreovirens é uma espécie de artrópode pertencente à família Chrysomelidae.